# Altémenes
Altémenes, na mitologia grega, foi um filho de Catreu, rei de Creta  e filho de Minos e Pasífae.
Catreu tinha três filhas, Aérope, Clímene e Apemosyne, e um filho, Altémenes. Catreu (segundo Apolodoro) ou Altémenes (segundo Diodoro Sículo) perguntou a um oráculo como Catreu iria morrer, e o oráculo respondeu que ele seria morto por um de seus filhos. Altémenes soube do oráculo, e mudou-se para Rodes, levando sua irmã Apemosyne. Em Rodes, Altémenes fundou um templo a Zeus, chamado de Zeus Atabyrius; este tempo ainda existia na época de Diodoro Sículo (século I a.C.).
Apemosyne foi desejada por Hermes, mas corria mais que o deus; ela, porém, escorregou, e foi violentada por Hermes. Ela contou a história a Altémenes, que não acreditou, e assassinou sua irmã aos chutes.
Aérope e Clímene foram entregues por Catreu a Náuplio  para serem vendidas como escravas. Aérope se casou com Plístene, e desde casal nasceram Agamemnon e Menelau. Clímene se casou com Náuplio, com quem teve Oeax e Palamedes.
Quando Catreu ficou velho, querendo legar o reino a seu filho Altémenes, viajou para Rodes, onde, confundido com um pirata, foi morto por seu filho.
Segundo Pseudo-Apolodoro, Altémenes se matou em seguida, mas, segundo Diodoro Sículo, ele, sem conseguir suportar a dor, se isolou de todo mundo e passou a frequentar lugares isolados, até morrer de desgosto, mas foi honrado em Rodes como um heroi.
Diodoro Sículo localiza a história de Altémenes em Rodes após os eventos de Forbas,  e antes de Tlepólemo chegar na ilha.